# پرواز روح
پرواز روح فیلمی به کارگردانی  و نویسندگی حسین قاسمی جامی محصول سال ۱۳۷۶ است.

## خلاصه داستان
ستاد عملياتي دشمن داراي سايت موشكي است و قرار است در پنج روز آينده فعال شود. نيروهاي ايراني براي جلوگيري از اقدام دشمن دست به كار مي شوند ولي با دشواري هايي روبرو مي شوند. دو جوان بسيجي تلاش مي كنند تا پس از رضايت فرمانده‌شان وارد عمليات شوند.

## بازیگران
- سیدجواد هاشمی
- حسن عباسی